# Hotel Le Royal
El Hotel Le Royal (en árabe: فندق لو رويال) es uno de los edificios más altos en Amán, Jordania con 105 metros. Situado en la zona del tercer Círculo, el edificio sirve como sede de la cadena del Hotel Le Royal, además de un centro comercial, cines y oficinas comerciales. El costo original del edificio fue de 200 millones de dólares se incrementó a $ 350 millones durante el transcurso de la construcción, siendo edificado con una forma moderna como un edificio revestido. 